# Dietlinde Stengelin
Dietlinde Stengelin (* 13. April 1940 in Tuttlingen) ist eine deutsche Malerin, die insbesondere am Bodensee wirkt.

## Leben
Dietlinde Stengelin wurde 1940 in Tuttlingen geboren. 1959 nahm sie an der Internationalen Sommerakademie für Bildende Kunst Salzburg teil. Von 1961 bis 1963 studierte sie an der Staatlichen Akademie der Bildenden Künste Stuttgart bei Hugo Peters und Manfred Henninger, von 1963 bis 1965 an der Staatlichen Akademie der Bildenden Künste Karlsruhe bei Georg Meistermann, zuletzt als Meisterschülerin. Seit 1966 ist Dietlinde Stenglin Mitglied des Deutschen Künstlerbundes. Seitdem nahm sie bis 2012 an mehreren DKB-Jahresausstellungen und -Projekten teil. 1968 bis 1974 übte Stengelin eine Tätigkeit als Kunst- und Museumspädagogin aus, u. a. an der Europaschule und an der Staatlichen Kunsthalle Karlsruhe. Danach wurde sie Lehrerin i. A. für Bildende Kunst, 1972 bis 1991 zunächst in Pforzheim und ab 1974 bis 1991 am Montfort-Gymnasium Tettnang. Sie lebt und arbeitet als freischaffende Malerin in Langenargen am Bodensee.

## Werk
Im Werk von Dietlinde Stengelin, das von Abstraktion und Figuration gekennzeichnet ist, spielt die Farbe eine herausragende Rolle. Die menschliche Figur, Akte wie die große Liegende und Torsi, prägte den Beginn ihrer Malerei. Später waren es auch Erscheinungen der Natur, die Stengelin in Allegorien umsetzte. Prägend für die Malerin sind Begegnungen mit Werken der Literatur, die sie zu künstlerischer Ausdruckskraft anregen. In jüngster Zeit gewinnen ihre Werke mehr und mehr zeichenhafte Symbolik, deren bildhafte Darstellung auf religiöse Mystik verweist, etwa die Arbeit Maria in den Rosen.
Richard Kreidler bemerkte: „Die ihre Kunst schon charakterisierende Fähigkeit mannigfaltiger Farbschichtung, der Durchlichtung oder Verschleierung lässt dank vieler Varianten der Pinselführung Bildräume entstehen, die tatsächlich Fragen der menschlichen Existenz und Erscheinungen des Kosmos bergen.“

## Preise und Stipendien
- 1966: Villa-Romana-Preis, Florenz[3]
- 1994: 1. Preis der Aesculap-Werke zum Thema „Mensch-Medizin-Technik“ mit Bild Messer
- 2020: Kunstpreis der „Ike und Berthold-Roland-Stiftung“, in Anerkennung ihrer Abstraktionen[4]

## Ausstellungen (Auswahl)
- 1967: Galerie am Kaiserplatz, Karlsruhe
- 1982: Galerie im Schloßpark, Tettnang
- 1985: Galerie Holbein, Lindau
- 1996: Bild + Sinn, Tagungshaus Regina Pacis, Leutkirch
- 1997: Farben wie fortwährende Ereignisse, Städtische Galerie Tuttlingen
- 2003: Städtische Galerie Fauler Pelz, Überlingen, mit Hubert Rieber[5]
- 2005: Zwischen Laut und Licht, Dietlinde Stengelin - Vier Jahrzehnte Malerei, Langenargen
- 2005: Bilder aus den letzten Jahren, Hermann-Hesse-Höri-Museum, Gaienhofen
- 2009: Galerie im Schloßpark Tettnang
- 2010: Im Schweigen sehen, zu Gast im Purrmann-Haus Speyer
- 2011: Nirgendwo – Irgendwo – Immerwo, Kloster Hegne, Haus St. Elisabeth
- 2012: Museum Langenargen